# Суфријер
Суфријер (енгл. La Soufrière) је активни стратовулкан који се налази у држави Свети Винсент и Гренадини на острву св. Винсента. Он је са својих 1235 метра уједно и највећи врх острва. Унутар кратера налази се и језеро, а Суфријер је најмлађи и најсевернији вулкан острва. Суфријер је еруптирао 1718, 1812, 1902, 1971, 1979. и 2021. Ерупција од 7. маја 1902. догодила се само пар сати пре него што је еруптирао Мон Пеле на Мартинику а ерупција је убила 1680 људи. Облак је прекрио готово целе Карибе, а површина острва Доминика увелико је смањена. Ерупција у априлу 1979. била је без жртава због ранијег упозорења и евакуације угроженог становништва.

### Ерупција априла 2021. године
Појачана вулканска активност примећена је у децембру 2020. године и почеле су припреме плана евакуације. 8. априла 2021. године, након повећане вулканске активности у току претходних дана, узбуна је подигнута на црвени ниво и наређено је да се становништво евакуише. До експлозивне ерупције је дошло 9. априла у 8:41 ујутру по локалном времену, а до тог тренутка било је евакуисано 20.000 људи. У току дана и вечери дошло је до још две експлозивне ерупције. Стручњаци упозоравају да ерупције могу да трају данима а могуће и недељама.